# نیدرشایدوایلر
نیدرشایدوایلر (به آلمانی: Niederscheidweiler) یک شهر در آلمان است که در برنکاستل-ویتلیش واقع شده‌است. نیدرشایدوایلر ۲۷۴ نفر جمعیت دارد.